# Басир
Басир (араб. بصير‎) — мужское имя арабского происхождения, в переводе с арабского означает «зрячий», «разумный», «различающий», «с хорошим зрением», «проницательный», «зоркий», «одарённый», «умный». Один из эпитетов Аллаха. Распространено у многих народов исповедующих ислам.

## Аль-Басир
Аль-Басир (араб. البصير — аль-баси́р) — одно из имён Аллаха, которое может применяться исключительно для обращения к Аллаху. Имя Аль-Басир употребляется в Коране 20 раз. Оно имеет много значений, относящихся к понятию величия Аллаха. Исламские богословы дают следующие определения имени Аль-Басир: Всевидящий; Тот, Кто видит явное и тайное, открытое и скрытое; Тот, Кто объемлет Своим видением даже самую мельчайшую вещь; Тот, для Кого не существует ничего невидимого среди видимого.

## Абдул-Басир
Абдул-Басир (араб. عبد البصير — ’абду-ль-баси́р) — двусоставное мужское имя арабского происхождения. Имя Абдул-Басир состоит из двух слов Абд (слуга, раб) и аль-Басир (Всевидящий), в переводе с арабского означающее «слуга Всевидящего».

## Фамилии
- Басиров
- Басыров